# Виборчий округ 197
Виборчий округ 197 — одномандатний виборчий округ в Черкаській області утворений на постійній основі.

## Історія
Одномандатний виборчий округ № 197 був утворений 28 квітня 2012 постановою ЦВК № 82 (до цього моменту існувала інша система виборчих округів). Окружна виборча комісія цього округу була розташовувалася в районному будинку культури Канівської районної ради.
До складу округу входили міста Золотоноша і Канів, частина Соснівського району міста Черкаси (територія на північний захід від вулиць Івана Гонти та Михайла Грушевського), а також Золотоніський район, частини Канівського (північно-східна половина району) і Черкаського (окрім території на південь від міста Черкаси) районів.
В 2021 році, під час виборчого процесу проміжних виборів, ЦВК змінило центр одномандатного виборчого округу № 197 на місто Золотоноша, що в Золотоніському районі.
Актуальна адреса окружної виборчої комісії — будинок дитячої та юнацької творчості, вул. Садовий проїзд, 10, м. Золотоноша, Золотоніський р-н, Черкаська обл.
Одномандатний виборчий округ № 197 межує з округом 93 на північному заході, з округом 98 на півночі, з округом 195 на північному сході і на сході, з округом 194 на південному сході, з округом 198 на півдні та з округом 196 на південному заході і на заході.
Одномандатний виборчий округ № 197 складається з виборчих дільниць під номерами 710174-710178, 710180-710194, 710196-710229, 710876-710878, 710880-710887 (частина Золотоніського району), 710264, 710265, 710267-710273, 710275-710279, 710286, 710288, 710292-710297, 710304-710309, 710691, 710696, 710697, 710700, 710701, 710706, 710709-710713, 710716-710719, 710722-710725, 710735, 710736, 710888-710890, 710892-710896, 710898-710901, 711030-711038, 711068-711073 (частина Черкаського району). Всього виборчих дільниць 141.

## Народні депутати від округу
| Ім'я                                | Фото | Партія               | Скликання | Дата набуття повноважень | Дата припинення повноважень |
| ----------------------------------- | ---- | -------------------- | --------- | ------------------------ | --------------------------- |
| Даценко Леонід Миколайович          |      | Батьківщина          | 7-ме      | 15 січня 2014            | 27 листопада 2014           |
| Голуб Владислав Володимирович       |      | Блок Петра Порошенка | 8-ме      | 27 листопада 2014        | 29 серпня 2019              |
| Скічко Олександр Олександрович      |      | Слуга народу         | 9-те      | 29 серпня 2019           | 30 березня 2021             |
| Войцехівський Віталій Олександрович |      | Слуга народу         | 9-те      | 16 листопада 2021        |                             |

## Результати виборів

### Парламентські

#### 2021 (проміжні)
Одномандатний мажоритарний округ:

Кандидати-мажоритарники:
- Войцехівський Віталій Олександрович (Слуга народу)
- Голуб Владислав Володимирович (самовисування)
- Іллєнко Андрій Юрійович (Всеукраїнське об'єднання «Свобода»)
- Сущенко Роман Володимирович (Європейська Солідарність)
- Степанець Іван Володимирович (самовисування)
- Кухарчук Дмитро Васильович (Національний корпус)
- Голуб Владислав Володимирович (самовисування)
- Радченко Тетяна Володимирівна (самовисування)
- Даценко Леонід Миколайович (самовисування)
- Василюк Сергій Юрійович (Народовладдя)
- Голуб Вячеслав Володимирович (самовисування)
- Гершун Юлія Валеріївна (самовисування)
- Лобунець Андрій Васильович (Європейська партія України)
- Чередніченко Сергій Анатолійович (Партія Антона Яценка)
- Степушенко Наталія Сергіївна (Нові обличчя)
- Алексіюк Руслан Іванович (Рівне Разом)
- Звягінцева Тамара Петрівна (Християнський рух)
- Козачук Олена Олександрівна (Молодий Харків)
- Коніжай Роман Омелянович (Молодіжна партія України)
- Пильник Владислав Володимирович (Могутня Україна)
- Резніков Вячеслав Вячеславович (Команда Андрія Балоги)
- Козьма Григорій Васильович (Блок Едуарда Гурвіца)
- Панкевич Богдан Романович (Українська Галицька партія)
- Подчапко Антон Олександрович (Владу народу!)
- Кур'ят Петро Павлович (Справжня Україна)

#### 2019
Кандидати-мажоритарники:
- Скічко Олександр Олександрович (Слуга народу)
- Голуб Владислав Володимирович (самовисування)
- Полозов Віктор Олександрович (Аграрна партія України)
- Терещук Єлизавета Сергіївна (Сила і честь)
- Дубенець Сергій Михайлович (самовисування)
- Шабатура Сергій Володимирович (Європейська Солідарність)
- Стоянов Вадим Вікторович (Свобода)
- Голуб Владислав Миколайович (самовисування)
- Русаліна Людмила Володимирівна (самовисування)
- Корнієнко Олександр Васильович (Радикальна партія)
- Гайович Вадим Юрійович (самовисування)
- Доманський Володимир Миколайович (самовисування)
- Чонка Євген Андрійович (Опозиційний блок)
- Головін Роман Григорович (самовисування)
- Гаркава Марина Олександрівна (самовисування)
- Єременко Микола Олександрович (самовисування)
- Фучило Дмитро Ярославович (самовисування)

#### 2014
Кандидати-мажоритарники:
- Голуб Владислав Володимирович (Блок Петра Порошенка)
- Даценко Леонід Миколайович (самовисування)
- Гайович Вадим Юрійович (Радикальна партія)
- Овчаренко Станіслав Анатолійович (Батьківщина)
- Рябошлик Олександр Володимирович (самовисування)
- Єрмак Владислав Анатолійович (самовисування)
- Некраса Лариса Олександрівна (Опозиційний блок)
- Даценко Іван Васильович (самовисування)
- Костогриз Іван Іванович (Комуністична партія України)
- Даценко Олег Васильович (самовисування)
- Кривенець Володимир Іванович (Сильна Україна)
- Клименко Володимир Андрійович (самовисування)
- Ладан Микола Іванович (самовисування)
- Карпенко Андрій Аркадійович (самовисування)
- Матюша Володимир Миколайович (Справедливість)

#### 2012
Кандидати-мажоритарники:
- Даценко Леонід Миколайович (Батьківщина)
- Червонописький Сергій Васильович (самовисування)
- Роєнко Віктор Григорович (Комуністична партія України)
- Губський Андрій Володимирович (самовисування)
- Данько Людмила Миколаївна (самовисування)
- Ладан Микола Іванович (самовисування)
- Тищенко Сергій Олександрович (Радикальна партія)
- Сухобрус Ігор Володимирович (самовисування)
- Данілова Надія Яківна (самовисування)
- Філіпенко Павло Сергійович (самовисування)
- Полях Віталій Іванович (самовисування)
- Патока Анатолій Дмитрович (Партія відродження села)
- Макаренко Алла Миколаївна (Руський блок)
- Стригун Юрій Борисович (самовисування)
- Лінько Дмитро Володимирович (Братство)
- Ткалич Валентин Васильович (самовисування)

## Явка
Явка виборців на окрузі: